# Windows Preinstallation Environment
Windows Preinstallation Environment (WinPE) là phiên bản gọn và nhẹ của Windows XP, Windows Server 2003 hoặc Windows Vista và các đời Windows sau này thường dùng để triển khai máy trạm hoặc máy chủ. Nó dùng môi trường 32-bit hoặc 64-bit để thay thế cho MS-DOS trong giai đoạn cài đặt Windows, và có thể khởi động qua PXE, CD-ROM, DVD-RW, USB hoặc ổ cứng. Trước đây nó chỉ dùng cho các tập đoàn lớn và các nhà sản xuất máy tính OEM (để cài đặt trình Windows cho máy khách trong quá trình sản xuất), bây giờ nó được phân phối rộng rãi qua Windows Automated Installation Kit (WAIK).

## Tổng thể
WinPE được dự định chỉ sử dụng cho mục đích như một nền tảng cài đặt sẵn để triển khai hệ điều hành Microsoft Windows, đặc biệt là để thay thế DOS trong giai đoạn này. Các phiên bản sau của WinPE đã phát triển trên một nền tảng cho các mục đích:
- Triển khai máy trạm và máy chủ trong các tập đoàn lớn cũng như cũng như một môi trường cài đặt sẵn cho những người xây dựng hệ thống và máy chủ để bán cho người dùng cuối.
- Nền tảng phục hồi để chạy các công cụ phục hồi trên môi trường 32-bit hoặc 64-bit như Sysinternals ERD Commander hoặc Windows Recovery Environment (Windows RE).
- Nền tảng để chạy các chương trình sao lưu đĩa cứng trên môi trường 32-bit hoặc 64-bit như Acronis True Image, Aomei Backupper hoặc Symantec Ghost.

Gói có thể dùng cho những người phát triển kiểm tra hoặc như một đĩa CD/DVD cứu hộ cho quản trị hệ thống. Rất nhiều người trên Internet đã tạo ra những phiên bản WinPE khác nhau cho mỗi mục đích khác nhau.
Phiên bản 2.0 được giới thiệu có một số cải thiện và mở rộng hiệu lực của WinPE đến tất cả các khách hàng, không chỉ cho các khách hàng của doanh nghiệp phải tải về Windows Automated Installation Kit (WAIK).
Phiên bản hiện tại là Windows PE for Windows 11, dựa trên nhân của Windows 11
Nó được thiết kế và xây dựng bởi một nhóm kỹ sư nhỏ trong đội phát triển của Microsoft, bao gồm Vijay Jayaseelan, Ryan Burkhardt, và Richard Bond.

## Các phiên bản WinPE
Các phiên bản sau được biết đến là có:
| Phiên bản        | Mô tả |
| ---------------- | --- |
| 1.0              | Phiên bản ra mắt đầu tiên của Windows Preinstallation Environment, dựa trên Windows XP RTM. |
| 1.1              | Dựa trên Windows XP Professional Service Pack 1. |
| 1.2              | Dựa trên Windows Server 2003 RTM. |
| 1.5              | Được gọi là Windows PE 2004; dựa trên Windows XP Professional Service Pack 2. |
| 1.6              | Được gọi là Windows PE 2005; dựa trên Windows Server 2003 Service Pack 1. |
| 2.0              | Dựa trên phiên bản đầu tiên của Windows Vista. Phiên bản này khác với các phiên bản khác vì không cần đĩa để load tất cả các file. Đây có nghĩa là bản tải về có kích cỡ 992 MB thay vì 60 MB từ các phiên bản trước. Có thể tùy chỉnh đĩa khởi động mặc định để truy cập một vài plug-in như Windows Management Instrumentation, Windows Scripting Host, driver bổ sung và các chương trình ứng dụng 32-bit khác (hoặc các chương trình ứng dụng 64-bit đối với phiên bản 64-bit). Các tính năng khác bao gồm khả năng cho đĩa RAM có thể ghi lại vì WinPE phiên bản 1.x chỉ có đĩa RAM có thể ghi. |
| 2.1              | Dựa trên Windows Server 2008. |
| 2.2              | Dựa trên Windows Server 2008 Service Pack 2. |
| 3.0              | Dựa trên Windows 7. Đi kèm trong WAIK 2.0. |
| 3.1              | Dựa trên Windows 7 Service Pack 1. Đi kèm trong một bản cập nhật bổ sung WAIK do Microsoft cung cấp. |
| 4.0              | Dựa trên Windows 8. Đi kèm trong WADK cho Windows 8. |
| 5.0              | Dựa trên Windows 8.1. Đi kèm trong Windows ADK cho Windows 8.1. |
| 5.1              | Một bản cập nhật cho phiên bản 5.0 được áp dụng thủ công. |
| 10.0.10240.16384 | Dựa trên Windows 10 phiên bản 1507. Đi kèm trong Windows ADK cho Windows 10. |
| 10.0.10586.0     | Dựa trên Windows 10 phiên bản 1511. Đi kèm trong Windows ADK cho Windows 10 phiên bản 1511. |
| 10.0.14393.0     | Dựa trên Windows 10 phiên bản 1607. Đi kèm trong Windows ADK cho Windows 10 phiên bản 1607. |
| 10.0.15063.0     | Dựa trên Windows 10 phiên bản 1703. |
| 10.0.16299.15    | Dựa trên Windows 10 phiên bản 1709. |
| 10.0.17134.1     | Dựa trên Windows 10 phiên bản 1803. |
| 10.0.17763.1     | Dựa trên Windows 10 phiên bản 1809. |
| 10.0.18362.1     | Dựa trên Windows 10 phiên bản 1903. |
| 10.0.19041.1     | Dựa trên Windows 10 phiên bản 2004. |
| 10.0.22621.1702  | Dựa trên Windows 11 phiên bản 22H2. |

### Phần mềm liên quan
- BartPE
- Windows To Go